# Rhopobota naevana
Rhopobota naevana là một loài bướm đêm thuộc họ Tortricidae. Nó được tìm thấy ở châu Âu (bao gồm the British Isles) to miền đông Nga và Nhật Bản. Nó cũng có mặt ở Ấn Độ, Sri Lanka và Bắc Mỹ.
Sải cánh dài 12–16 mm. Con trưởng thành bay từ cuối tháng 6 đến đầu tháng 9.
Ấu trùng ăn Vaccinium, Erica carnea, Ilex, Malus, Crataegus, Sorbus, Prunus, Pyrus và Rhamnus. Các ấu trùng là một dịch hại trên quả lê trồng, táo, nam việt quất. Chúng tiêu diệt lá non, hoa và đôi khi, mới thành quả. Chúng cũng giết chồi bên.

## Hình ảnh

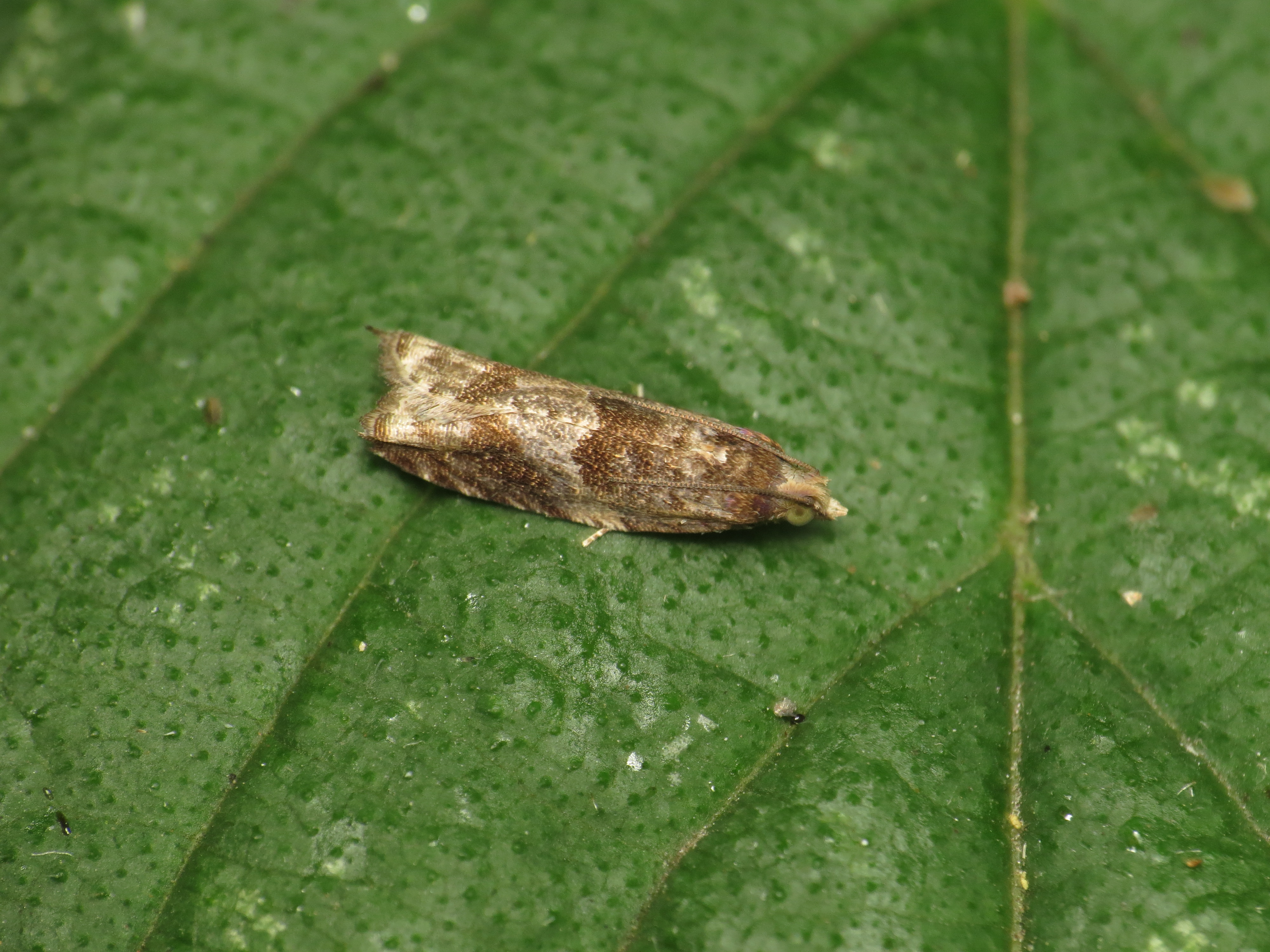
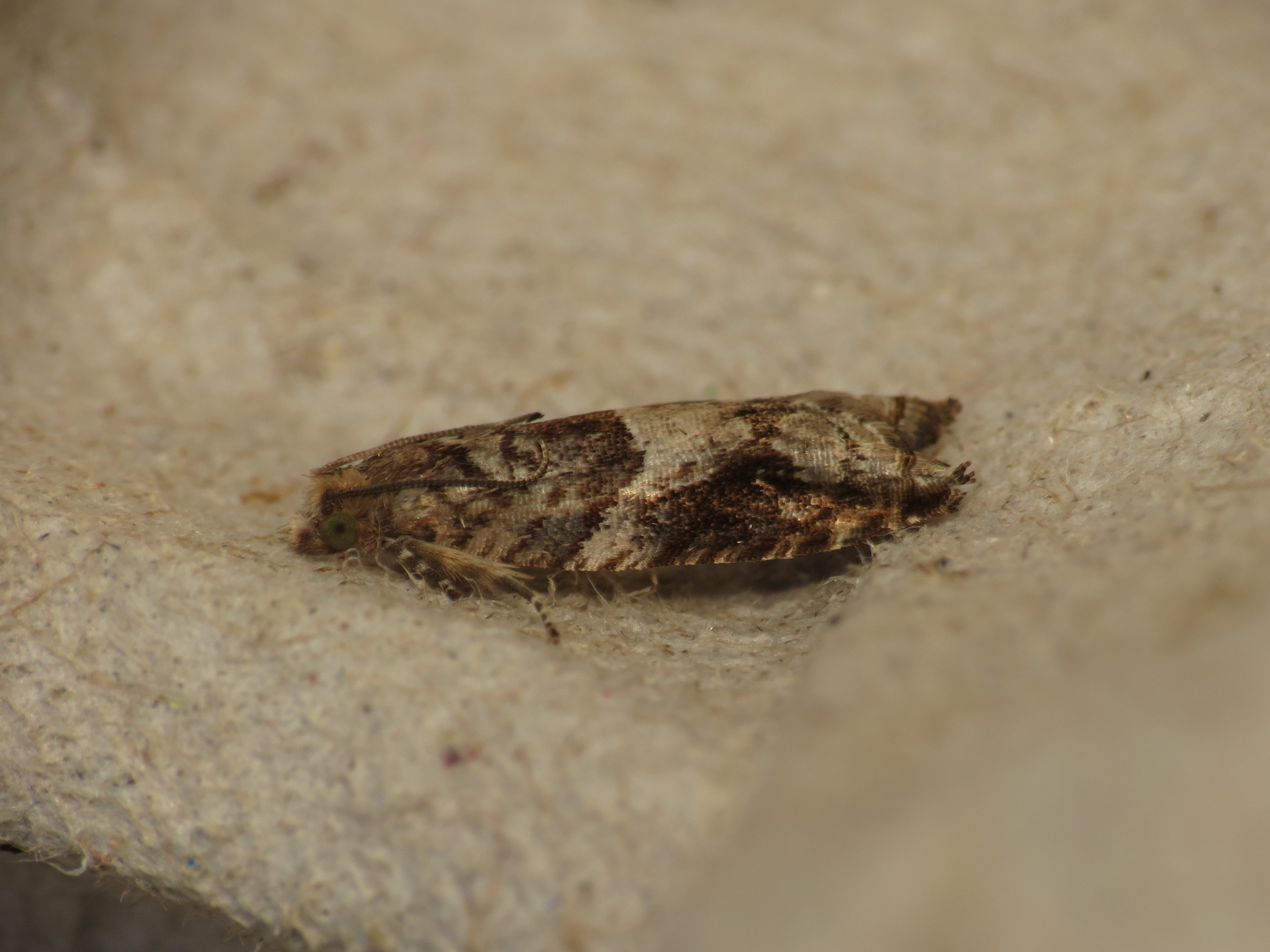
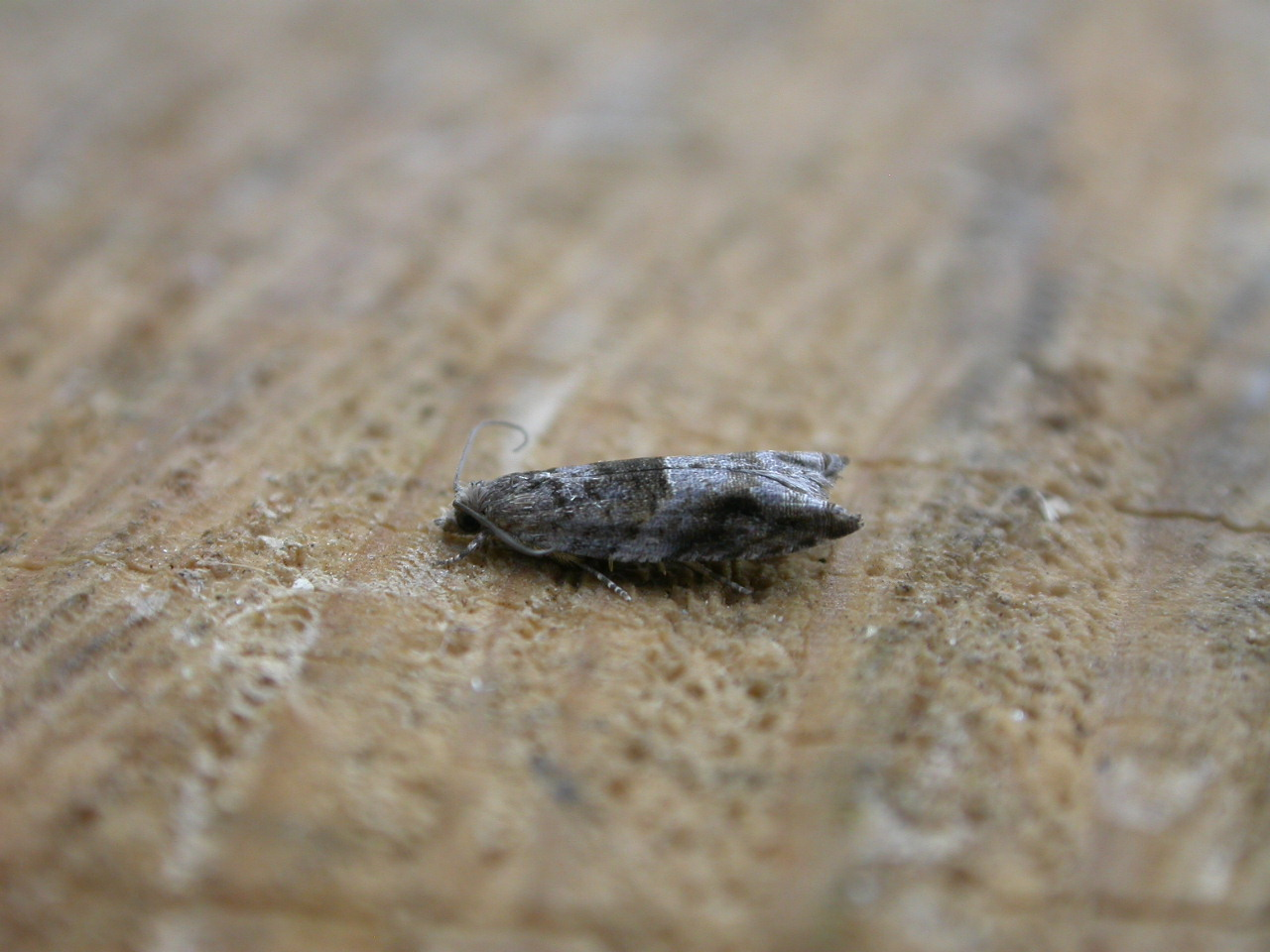
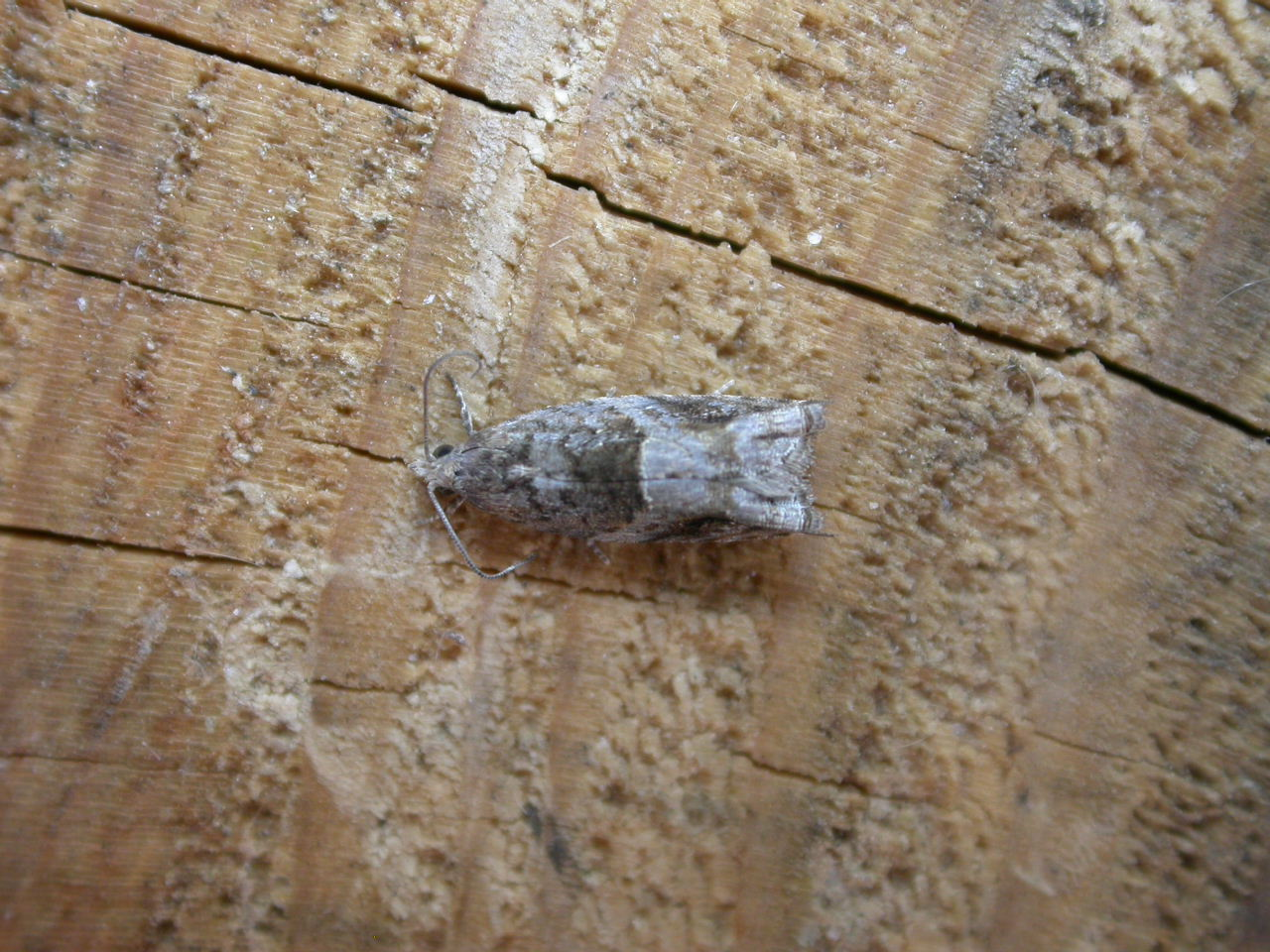